# トイ・ストーリーランド
- ディズニーパーク > トイ・ストーリーランド
  - ディズニーランド・パリ > ウォルト・ディズニー・スタジオ・パーク > トイ・ストーリーランド
  - 香港ディズニーランド・リゾート > 香港ディズニーランド > トイ・ストーリーランド
  - 上海ディズニーリゾート > 上海ディズニーランド > トイ・ストーリーランド
  - ウォルト・ディズニー・ワールド・リゾート > ディズニー・ハリウッド・スタジオ > トイ・ストーリーランド

公式ロゴ

トイ・ストーリーランド（Toy Story Land）とは、世界のディズニーパークにあるテーマランドの一つである。場合によって、「トイ・ストーリー・ランド」の書き方もある。

## トイ・ストーリーランドがあるパーク
- ウォルト・ディズニー・スタジオ・パーク（ディズニーランド・パリ）
- 香港ディズニーランド（香港ディズニーランド・リゾート）
- 上海ディズニーランド（上海ディズニーリゾート）
- ディズニー・ハリウッド・スタジオ（ウォルト・ディズニー・ワールド・リゾート）

## 概要
ディズニー・ピクサー作品のトイ・ストーリーシリーズをテーマとしたテーマランド。2010年にウォルト・ディズニー・スタジオ・パークのトゥーン・スタジオ内にオープンし、2011年に香港ディズニーランドに独立したテーマランドとしてオープンし、2018年に上海ディズニーランドに第一期拡張工程の始まりとしてオープン。また、2018年6月30日にフロリダ州のディズニー・ハリウッド・スタジオにも既存のトイ・ストーリー・マニア!を吸収する形でオープンした。

## 各施設の紹介

### ディズニーランド・パリ

公式ロゴ。パリのみ｢Play｣が書かれている。

2009年、パリのウォルト・ディズニー・スタジオ・パークの拡張に関する情報がリークされ、その後公式にその情報を認めた。その拡張は、ピクサー作品のトイ・ストーリーに関するものであり、トイ・ストーリー3の公開時期に合わせたものだった。2010年8月17日にオープンしたこのエリアは、「トイ・ストーリー・プレイランド」と呼ばれ、ゲストがおもちゃのサイズに縮んだというイメージで設計されており、映画に登場するキャラクターと共にアンディの家の庭で遊ぶことができる。アトラクションだけでなく、レストランやショップ、プロップス(小道具)などもそのテーマに合わせられている。トゥーン・スタジオ内に位置しているため、香港版とは違い独立したテーマランドとはなっていない。

#### アトラクション
- RCレーサー （RC Racer）
- スリンキー・ドッグのジグザグスピン （Slinky Dog Zigzag Spin）
- トイ・ソルジャー・パラシュート・ドロップ （Toy Soldiers Parachute Drop）

#### ショップ
- バレル・オブ・モンキー
- ラウンドアップ・アウトフィッター

#### レストラン
- ジェシーのスナック・ラウンドアップ

### 香港ディズニーランド
香港ディズニーランドでは2011年11月18日にオープンした。漢訳は「反斗奇兵大本営」と言う。パリ版とは違いトイ・ストーリーランド(英語：Toy Story Land)という名称で、独立したテーマランドとなっている。基本的なテーマや構成などはパリ版と同じだが、周りの植物は木ではなく、竹によって周囲の芝生が再現されているなどの独自な表現も見られる。

#### アトラクション
- RCレーサー （RC Racer）
- スリンキー・ドッグ・スピン （Slinky Dog Spin）
- トイ・ソルジャー・ブートキャンプ
- トイ・ソルジャー・パラシュート・ドロップ （Toy Soldiers Parachute Drop）

#### ショップ
- アンディのエンジン
- アンディのトイ・ボックス

#### レストラン
- ジェシーのスナック・ラウンドアップ
- フローズン・ロリポップ・カート

### 上海ディズニーランド
2016年11月9日に正式名称は「ディズニー・ピクサーのトイ・ストーリーランド（漢訳：玩具総動園）」の拡張計画を発表され、2018年4月6日にオープンした。発表の際には、ウォルト・ディズニー・カンパニーのボブ・アイガーと、ディズニー・パークス・エクスペリエンス・プロダクツのボブ・チャペック、そして上海シェンディ・グループのファン・サイピンが出席した。トゥモローランドとファンタジーランドの間に位置している。おもちゃのサイズになったゲストたちは映画の気分を味わいながら、アンディの庭に集まったおもちゃたちのカラフルで活気のある世界を楽しむことができる。他のパークのトイ・ストーリーランドに比べると、トイ・ストーリー2の要素が強い。

#### アトラクション
- レックス・レーサー（Rex's Racers）
- スリンキー・ドッグ・スピン（Slinky Dog Spin）
- ウッディーのラウンドアップ（Woody's Round-Up）

#### ショップ
- Al's Toy Barn

#### レストラン
- Buzz Lightyearのボックス
- Mr. and Mrs. Potato Headのボックス
- Lots-oのボックス

#### グリーティング
- ウッディーのラウンドアップ・バンッチ

### ディズニー・ハリウッド・スタジオ
2015年に開催されたD23エキスポ 2015の際に、ディズニー・ハリウッド・スタジオにトイ・ストーリーランドが出来ることが発表された。スリンキー・ドッグをモチーフとした家族向けローラーコースターや、リトル・グリーン・メンの新アトラクションが設置される。現在ピクサー・プレイスに入口があるトイ・ストーリー・マニア!の拡張、入り口の変更も行われる。2016年4月3日に工事は始め、2018年6月30日に完成した。おもちゃいっぱいの世界「トイ・ストーリーランド」には、ディズニーパークでは初登場となる新作ローラーコースターなど2つのライドアトラクションと、クイックサービスのレストランが新登場。また、人気の既設アトラクション「トイ・ストーリー・マニア!」もリニューアルした。

#### アトラクション
- スリンキー・ドッグ・ダッシュ （Slinky Dog Dash）
- トイ・ストーリー・マニア! （Toy Story Mania!）
- エイリアン・スワーリング・ソーサー （Alien Swirling Saucers）

#### ショップ
- ジェシーのトレーディング・ポスト（Jessie’s Trading Post）

#### レストラン
- ウッディのランチボックス（Woody’s Lunch Box）
- ラウンドアップ・ロデオ・BBQ（Roundup Rodeo BBQ）